# Asaccus kermanshahensis
Asaccus kermanshahensis (листопалий гекон керманшахський) — вид геконоподібних ящірок родини Phyllodactylidae. Ендемік Ірану.

## Опис
Asaccus kermanshahensis — гекон середнього розміру, довжина якого (не враховуючи хвоста) становить менше 55,7 мм. У нього є чотири пари постменгтальних лусок і невеликий вушний отвір. На більшій частині дорсальних поверхонь є численні великі гладкі горбочки, що вирізняє цей вид від інших представників роду.

## Поширення і екологія
Керманшахські листопалі гекони відомі з типової місцевості в горах Загрос, у 40 км на північний схід від Керманшаху, на сході остану Керманшах, на висоті 1450 м над рівнем моря. Вони живуть в печерах і тріщинах серед скель.